# Manuel Godoy jako książę Pokoju
Manuel Godoy jako książę Pokoju lub Manuel Godoy jako dowódca w wojnie przeciw Portugalii (hiszp. Manuel Godoy, Prícipe de la Paz) – obraz olejny hiszpańskiego malarza Francisca Goi. Portret przedstawiający hiszpańskiego polityka Manuela Godoya należy do zbiorów Królewskiej Akademii Sztuk Pięknych św. Ferdynanda w Madrycie.

## Okoliczności powstania
Manuel Godoy (1767–1851) jako młody oficer gwardii królewskiej zaprzyjaźnił się z książętami Asturii – przyszłym królem Karolem IV i jego żoną Marią Ludwiką. Został faworytem królowej i ciesząc się również zaufaniem króla szybko awansował od prowincjonalnego szlachcica z Estremadury do pierwszego sekretarza stanu, sprawującego faktyczną władzę w kraju. Stał się jednym z najbardziej wpływowych ludzi swoich czasów, jednak znienawidzonym przez następcę tronu, przyszłego Ferdynanda VII, a z czasem także społeczeństwo. Zgromadził liczne tytuły i honory: został księciem Alcudii i księciem Sueki, grandem Hiszpanii, komandorem zakonu Santiago, a po podpisaniu traktatu w Bazylei otrzymał tytuł „księcia Pokoju”. Ożenił się z Marią Teresą Burbon, kuzynką Karola IV, chociaż nie ukrywał wieloletniego związku z kochanką Pepitą Tudó, którą poślubił po śmierci pierwszej żony w 1828 roku. Godoy został usunięty z urzędu w 1808 roku i od tego czasu żył na wygnaniu, aż do śmierci w 1851 roku.
Manuel Godoy kolekcjonował dzieła sztuki, posiadał m.in. Wenus z lustrem Velázqueza. Cenił Goyę jako artystę, zamówił u niego alegoryczne tonda, portret swojej żony, hrabiny Chinchón i najprawdopodobniej portrety Maja naga i Maja ubrana. Goya pracował także nad portretem konnym Godoya, którego nie skończył, a postać przemalował później na Portret księcia Wellingtona na koniu. Portret Godoya jako dowódcy został zamówiony dla upamiętnienia tzw. wojny pomarańczy, epizodu wojskowego, który miał miejsce między majem a lipcem 1801 roku na granicy hiszpańsko-portugalskiej. Konflikt zawdzięcza swoją nazwę bukietowi z gałęzi pomarańczy, który Godoy wysłał królowej Marii Ludwice, kiedy zajął miasto Olivenza. Obraz powstał między sierpniem a wrześniem 1801 roku. Nie wiadomo, czy zamówił go sam Godoy, czy też obraz powstał z inicjatywy pary królewskiej.

## Opis obrazu

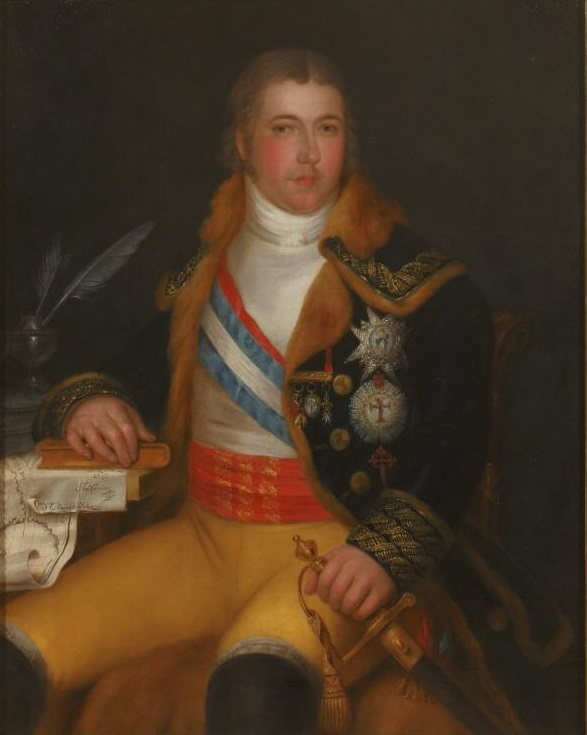
Neoklasyczny Portret Manuela Godoya pędzla Antonia Carnicero, ok. 1796–1801

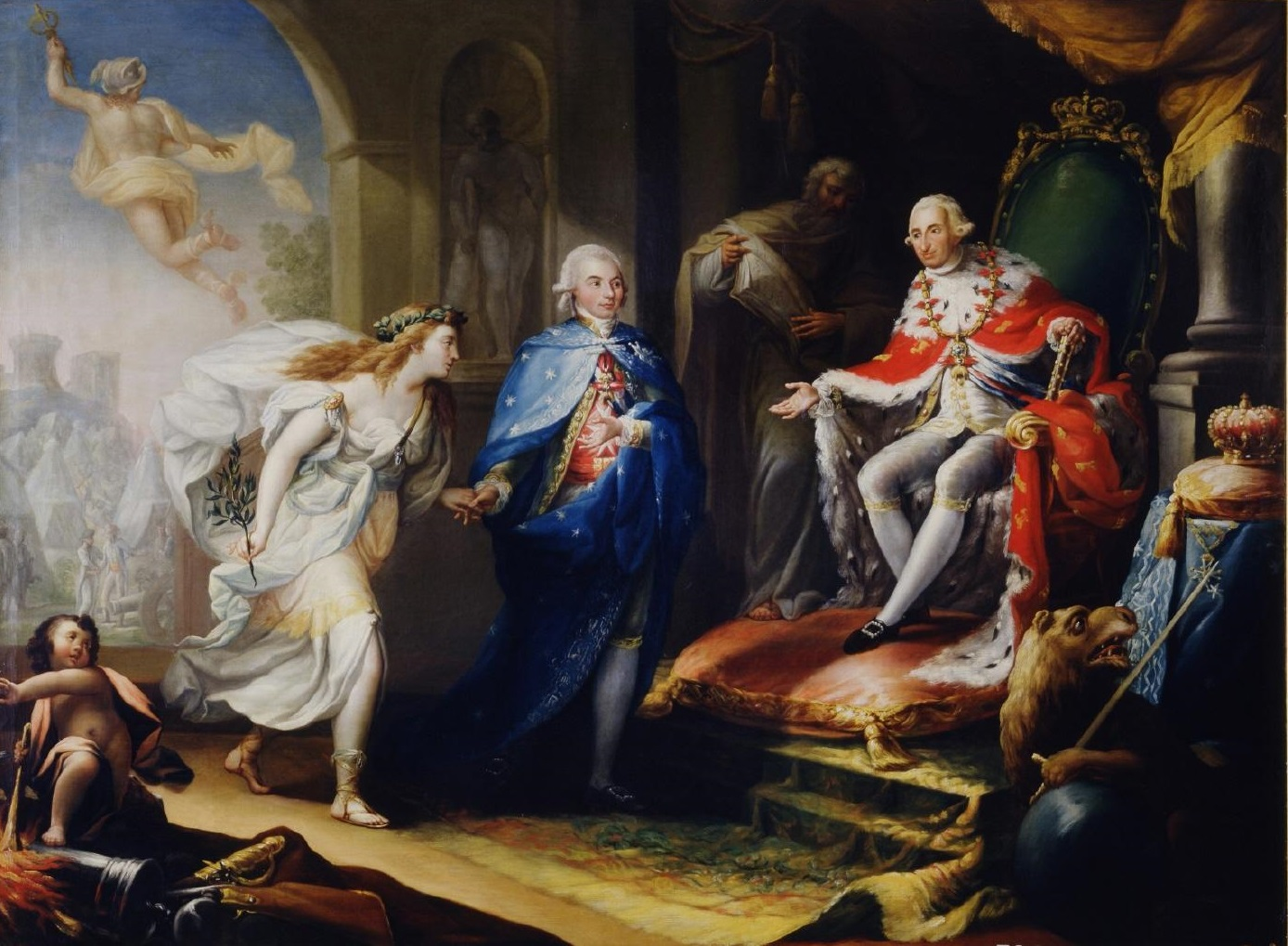
Godoy przedstawiający Pokój królowi Karolowi IV, 1796, José Aparicio

Manuel Godoy został przedstawiony na polu pobitewnym, rozpostarty na przypominającej fotel skale w swobodny, wręcz arogancki sposób. Ma na sobie galowy mundur kapitana generała: czarną kurtkę ze szkarłatnymi wyłogami i złotymi haftami, białą koszulę, czerwoną szarfę w pasie, żółte spodnie, a na ziemi leży trójgraniasty kapelusz. 4 października 1801 roku Karol IV utworzył dla niego najwyższy wojskowy stopień generalissimusa, od tamtej pory zamiast czerwonej szarfy w pasie nosił niebieską, co jest widoczne na późniejszych portretach. Na mundurze widoczne są odznaczenia: krzyż zakonu Santiago, portugalski Order Chrystusa i błękitna wstęga Orderu Karola III. Między skrzyżowanymi nogami trzyma laskę dowódcy, a w prawej ręce dokument – być może notę o kapitulacji lub list od króla. O skałę oparta jest zdobiona szabla oprawiona diamentami – prezent od króla Karola IV. Wzrok generała zwrócony jest ku opartym o inną skałę sztandarom zdobytym na wrogu. Na jednym z nich widać herb portugalskiej dynastii Avis, który pozwala zidentyfikować scenę jako epizod z „wojny pomarańczy”. Karol IV podarował dwa z jedenastu zdobytych w tej kampanii sztandarów Godoyowi, a jego list z gratulacjami opublikowano w Gaceta de Madrid. Za dowódcą widać adiutanta oraz szereg huzarów i oficerów kawalerii wraz z ich wierzchowcami, a także konia samego generała, gotowego do jazdy. Tło stanowi krajobraz z pochmurnym, burzowym niebem.
Historyk Jesús María Alía Plana przeanalizował umundurowanie żołnierzy z obrazu i zidentyfikował grupę w centrum jako szwadron huzarów utworzony przez Godoya po wypowiedzeniu wojny Portugalii. Huzarzy należeli do osobistej eskorty Godoya i nosili niebieski dolman z czerwonymi mankietami, żółtą kurtkę ze złotymi guzikami i węzłami austriackimi, a na głowie colback ozdobiony czerwonymi piórami. Obowiązkowo nosili też wąsy. Goya umieścił eskortę generała na obrazie, aby podkreślić rangę portretowanego. Za generałem widać oficera, którego tożsamość nie jest pewna. Proponowano różnych wojskowych z otoczenia Godoya, takich jak: hrabia de Merle, hrabia de Teba, hrabia de Zepa, generał Tomás de Morla lub wojskowy z rodziny Peralta. Oficer nie należy do szwadronu huzarów, ponieważ ma inny mundur i nie nosi wąsów. Na potrzeby kampanii Godoy utworzył także sztab generalny, którego umundurowanie jest zgodne ze strojem nieznanego mężczyzny i stopniem drugiego adiutanta. Jesús María Alía Plana odrzuca wszystkie wcześniejsze propozycje i identyfikuje postać jako kapitana artylerii i drugiego adiutanta generała Joaquína Navarrę Sangrána. Był on odpowiedzialny za kapitulację obleganego miasta Campo Maior. Istnieje portret Navarry Sangrána z 1823 roku pędzla Vicentego Lópeza, który również świadczy na korzyść tej identyfikacji. Postać adiutanta jest zredukowana, nieproporcjonalnie mniejsza od dowódcy.
Goya nie stosuje typowego przedstawienia zwycięskiego dowódcy na koniu z polem bitwy w tle. Nie inspiruje się neoklasycznymi portretami Godoya pędzla José Aparicia czy Antonia Carnicero. Nie nawiązuje też do angielskiego modelu bohatera wojennego stojącego w dumnej pozie na tle obłoków dymu z pola walki. Tworzy własną scenografię, która łączy elementy symboliczne i historyczne. Ukazuje potęgę polityczną i wojskową Godoya w okresie tryumfu – książę znajduje się u szczytu władzy i ma jej świadomość, wypoczywa i rozkoszuje się zwycięstwem. Według José Camóna Aznara Godoy wprawdzie wydaje się ogromny, ale jego wizerunkowi daleko do gloryfikacji: ma pełną, bladoróżową twarz o gładkiej skórze niemal bez zarostu, grube palce i zmęczone ciało w pozie bliższej mieszczaninowi, niż zwycięskiemu wodzowi. Olbrzymia postać Godoya nadaje mu nieco teatralny charakter, dodatkowo podkreślany przez użycie światła. Nigel Glendinning uważa za ironiczne zestawienie twarzy Godoya i jego adiutanta z zadem i głową konia, oraz analogię między końskimi pośladkami a tęgimi udami generała.
Istnieje szkic przygotowawczy do tego obrazu w formie popiersia. Jest uważany za oryginał przez José Gudiola, a w katalogu Gassier-Wilson figuruje jako kopia. Należy do kolekcji prywatnej McCormick w Chicago.

## Technika
Płótno ma niestandardowe wymiary: 180 × 267 cm; prawdopodobnie ten kształt odpowiadał przewidzianemu miejscu ekspozycji np. nad drzwiami lub kominkiem. Kompozycja opiera się na dwóch ukośnych liniach, jedna biegnie wzdłuż portugalskiego sztandaru, a drugą tworzy postać samego Godoya. Światło padające bezpośrednio na generała pochodzi z ustawionej na ziemi latarni, która znajduje się poza kadrem. Kontrastuje z ciemnym, burzowym niebem i słabym światłem zmierzchu lub świtu. Malarz uzyskuje w ten sposób dramatyczną atmosferę i skupia uwagę na jaskrawych kolorach sylwetki generała. Goya zastosował podobny kontrast świetlny na Portrecie generała Urrutii. Styl Goi jest swobodny, zwraca uwagę na szczegóły i właściwości tkanin, ale daleko mu do drobiazgowego stylu préciosité współczesnych mu malarzy, m.in. Vicentego Lópeza.

## Proweniencja
Obraz należał do prywatnej kolekcji sztuki Manuela Godoya, która została skonfiskowana po jego upadku w 1808 roku. Według rozkazu króla obrazy z kolekcji Godoya znajdujące się w jego Pałacu Buenavista zostały przekazane Królewskiej Akademii Sztuk Pięknych św. Ferdynanda w 1816 roku.